# Hans-Paulas-Park

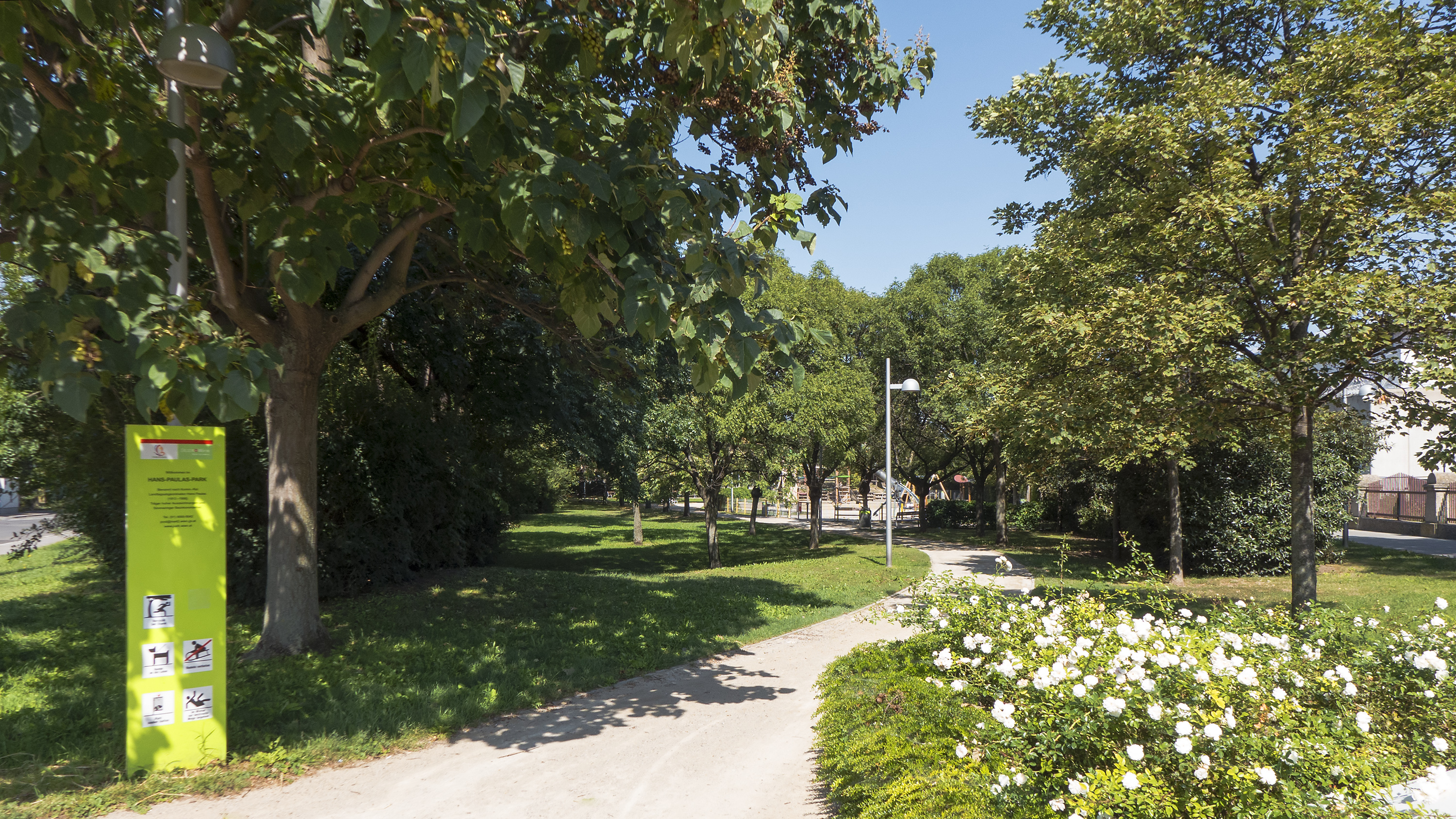
Hans-Paulas-Park (2017)

Der Hans-Paulas-Park ist ein Wiener Park im 11. Bezirk, Simmering.

## Beschreibung

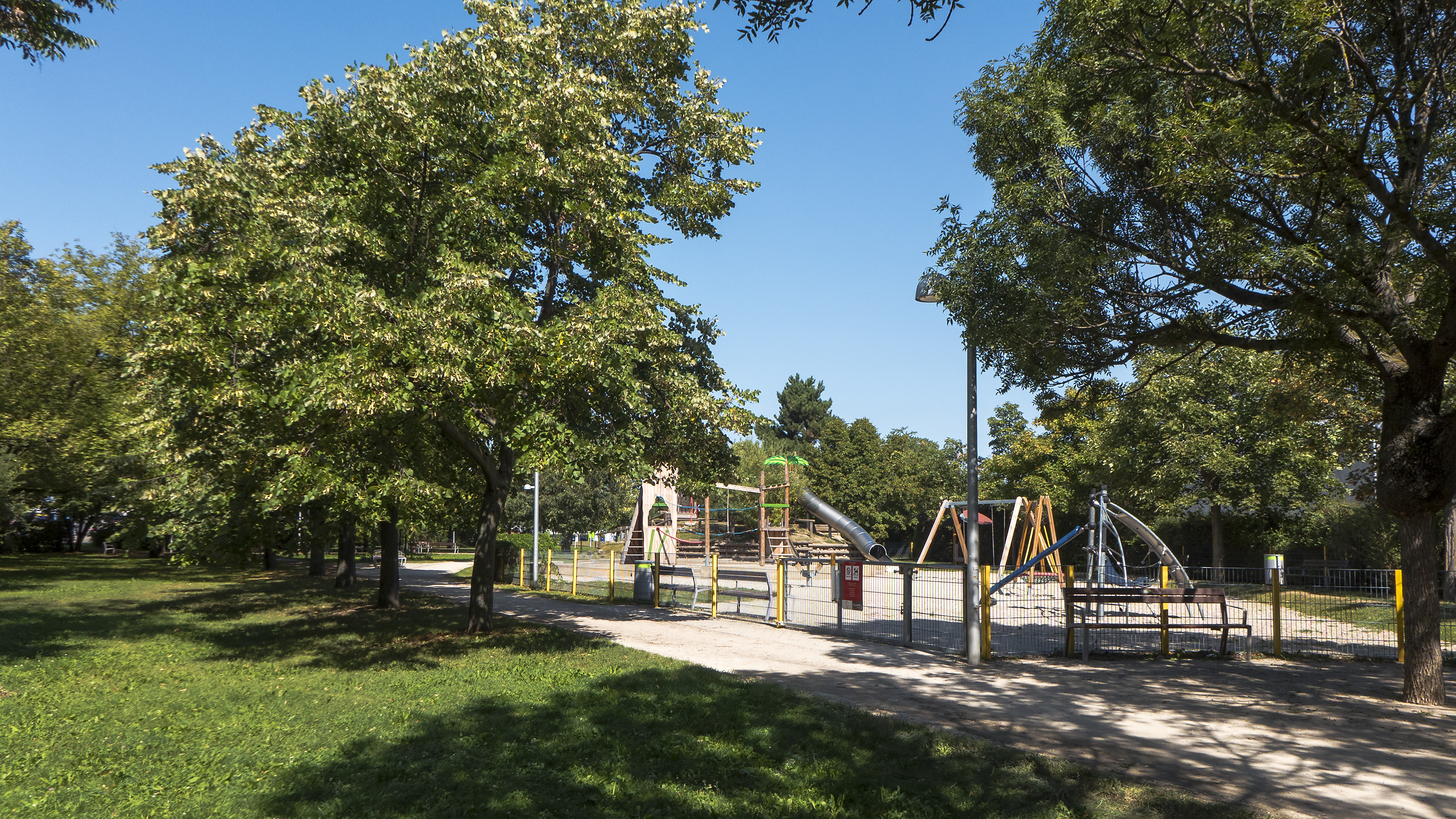
Spielplatz im Hans-Paulas-Park (2017)

Der Hans-Paulas-Park ist ein ca. 10.200 m² großer Park im Bezirksteil Kaiserebersdorf. Der Park liegt neben dem Schloss Kaiserebersdorf, welches heutzutage die Justizanstalt Wien-Simmering beherbergt, an der Kreuzung Kaiser-Ebersdorfer Straße und Zinnergasse. Der Park verfügt heutzutage neben Wiesenflächen und einem alten Baumbestand über Spazierwege und zahlreiche Sitzmöglichkeiten, einen Kleinkinder-, Kinder- und Jugendspielplatz mit Sand- und Wasserbereichen, eine Fußballwiese, einen Trinkbrunnen und eine Hundezone.

## Sehenswürdigkeiten

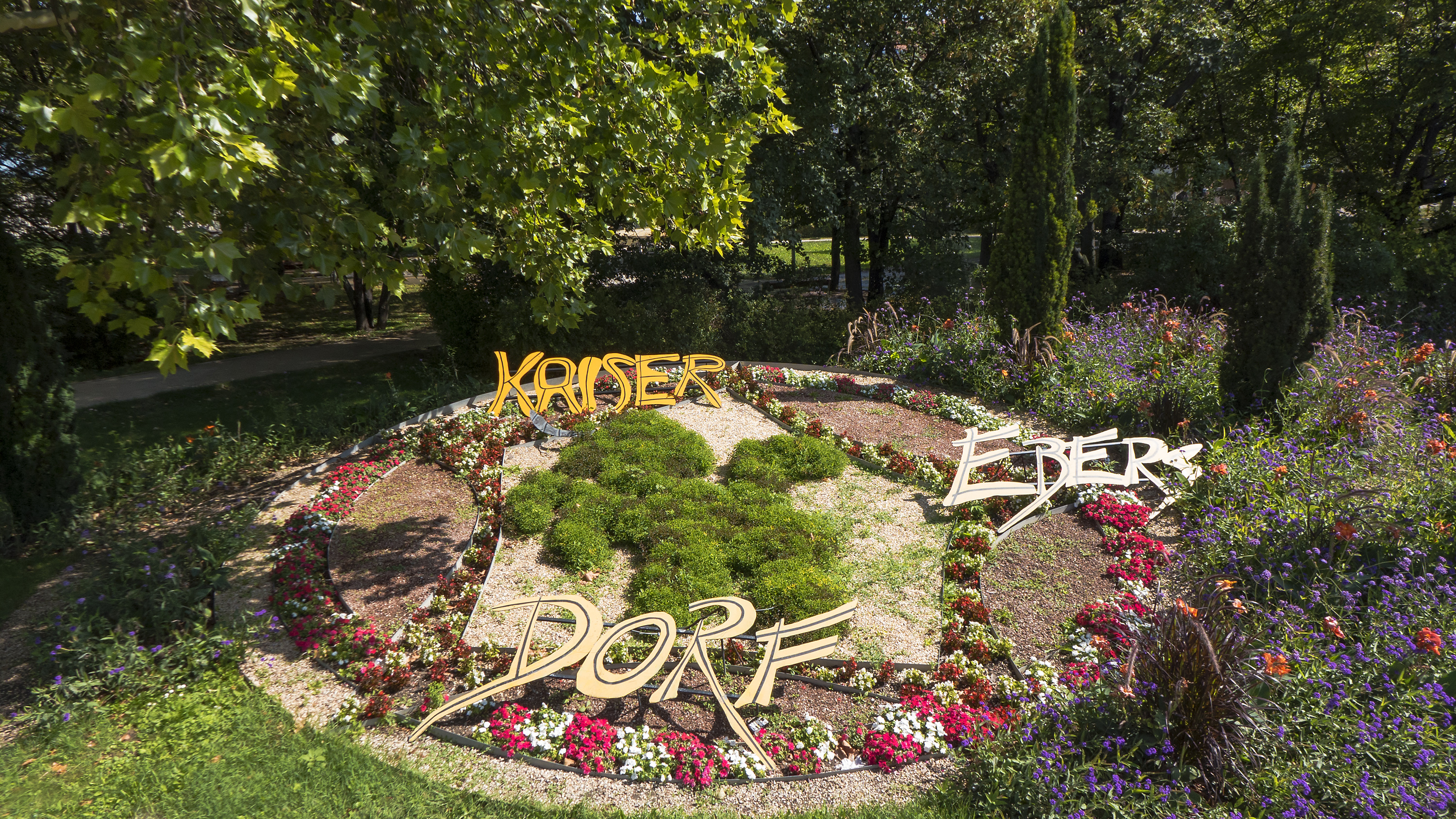
Gärtnerisch gestaltetes Wappen von Kaiserebersdorf (2017)

- Im Eingangsbereich des Parks wird seit Jahrzehnten das Wappen von Kaiserebersdorf gärtnerisch dargestellt.

- Im Park befindet sich ein Gedenkstein für Hans Paulas.
- 1999 wurde im Park ein Christophorus-Marterl errichtet.

## Geschichte

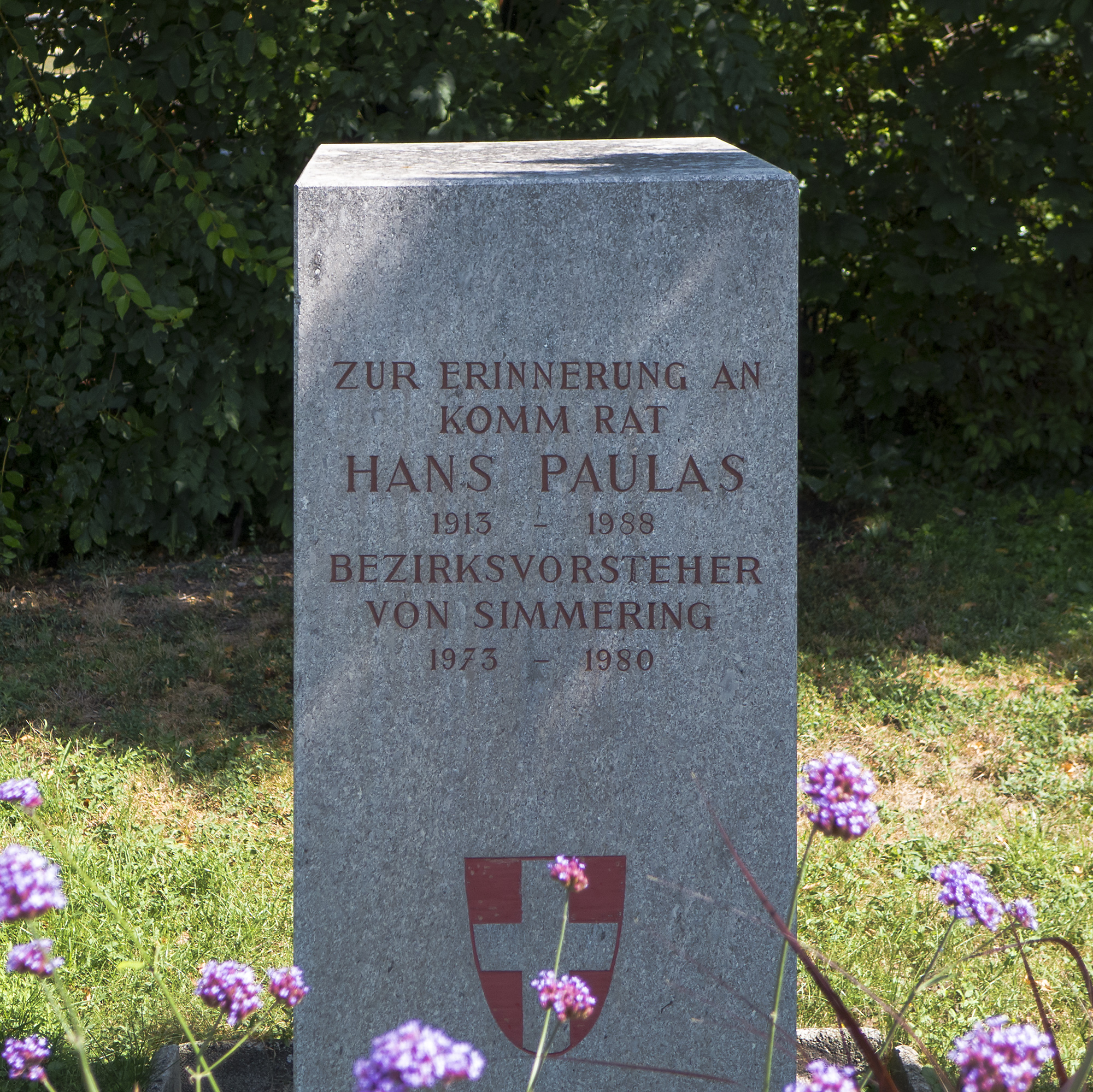
Hans-Paulas-Gedenkstein (2017)

Der Hans-Paulas-Park wurde am 18. Oktober 1990 im Gemeinderatsausschuss der Stadt Wien nach dem Simmeringer Bezirksrat (1950–1968), Gemeinderat (1968–1973) und Bezirksvorsteher von Simmering (1973–1980) Hans Paulas (SPÖ) (1913–1988) benannt, von 2003 bis 2004 für 400.000 Euro neu umgestaltet und am 23. April 2004 in Anwesenheit von Umweltstadträtin Isabella Kossina und Bezirksvorsteherin Renate Angerer neu eröffnet.